# ユーマ (お笑い芸人)
ユーマ（生年非公表 8月17日 - ）は、日本のお笑い芸人。男性。
大阪市阿倍野区出身。ホリプロコム所属。本名・奥村 和宏（おくむら かずひろ）

## 来歴
大阪市立第二工芸高等学校卒業 吉本総合芸能学院（NSC）大阪校23期生出身。19歳で吉本新喜劇の研究生になり、端役で出演。しかし結局新喜劇の正式座員にはなれず、1年と少しで退団。大阪を拠点に活動していた時は「大木三郎」（おおき さぶろう）の芸名で活動、吉本興業大阪本社に約7年間所属。大木三郎として出場した2005年のR-1ぐらんぷりでは、準決勝まで進出。その後25歳くらいの頃に上京。2010年の頃には芸名を「大木サブロー」に改め、泉ピン子の付き人をしながら活動していた。
その後ゲイバー通いを始め、この時は本名ではなく「ユーマ」を名乗っており、後にこれを現在の芸名とする。この名前は中学2年生の時の初恋相手の男子の名前に由来している。ホリプロコムに入った理由も、妻夫木聡、鈴木亮平、向井理、中尾明慶と好きな俳優が多いからということを話している
2012年頃から新宿二丁目で自分のゲイバーを2店経営している。

## 人物
母子家庭で母との二人暮らしで育った。父親が居なかったこともあり男性への接し方が解らず、そのようなことから男性への興味が強くなったかも知れないと話している。ゲイの意識は10代の頃から薄々あり、その頃から女子よりも男子の体の方に目が行っていたとのことで、女子と恋愛したり交際したりしていたこともあったがしっくり来なかったという。25歳の頃に40歳くらいの男性に出会い交際した時にゲイに本格的に目覚め、ゲイをカミングアウトするようになった。

## 芸風
「オネエショートコント」と題した一人コントを演じる。内容やオチはどうしても下ネタになってしまうという。「教習所」などのネタを持つ。

## 出演

### テレビ
- テレ遊びパフォー!（NHK総合テレビジョン）- 2008年中出演（大木三郎時代）
- 土曜ワイド劇場 デパート仕掛け人!天王寺珠美の殺人推理4（ABC・テレビ朝日系）- 2010年10月16日（大木サブロー時代）
- 渡る世間は鬼ばかり（TBS）- 最終シリーズ（2010年）・第5話 警備員役（大木サブロー時代）[8]
- ヘブンズ・フラワー The Legend of ARCANA（TBS）- Episode 3（2011年1月28日　大木サブロー時代）
- お願い!モーニング（テレビ朝日）
- センニュウ★感（テレビ東京）- 2015年5月11日
- PON!（日本テレビ）- 2015年8月27日
- 有田チルドレン（TBS）- 2015年9月1日～2015年9月22日
- ドラマだPON!（日本テレビ）- 2015年10月3日
- 有田ジェネレーション（TBS）- 2016年5月10日・5月17日・10月20日・11月17日・11月24日・12月1日
- ウチのガヤがすみません!（日本テレビ）- 2016年9月18日初出演（レギュラー化後は2017年4月25日初出演）
- ほぼほぼ（テレビ東京）- 2016年10月30日
- ポシュレ（日本テレビ）
- 輝け!ギャラ3000円芸人（BSスカパー）
- BAZOOKA!!!（BSスカパー）
- イケダンハント!（メ～テレ）
- メ〜テレライブ BOMBER-E（メ～テレ）
- 240分テレビ・エロは地球を救う2020（2020年12月5日、パラダイステレビ）MC[11]

### ラジオ
- 出発進行!うめじゅんです（ラジオ大阪）- 大木三郎時代、 お掃除レンジャー・ブルー（中継リポーター）として出演
- 京都リビングエフエム（大木三郎時代）

### Web配信
- ホリプロコムのお笑いゲーム実況（YouTubeチャンネル）
- それ乗り 競馬TV（WALLOP）

### 映画
- 長髪大怪獣ゲハラ（2009年、大木三郎時代）
- ちちり（大木三郎時代）

### 単独ライブ
- オネェでR-1初王者になりたいの！（2017年11月17日 東京・新宿レフカダ）[12]